# Fédération canadienne des métiers d'art
 (août 2021).
La Fédération canadienne des métiers d'art (FCMA) est l'organisme de service national des arts.

## Histoire
En 1974, de nombreuses organisations canadiennes de métiers d'art ont fusionné pour créer un organisme national.
En 1998, au milieu de la discorde au sein de l'organisation, une réunion des délégués provinciaux a été convoquée. Les représentants s'entendent sur l'importance de la représentation fédérale, mais souhaitent une plus grande importance pour les organisations provinciales. Ainsi l'organisation a été rebaptisée Fédération canadienne des métiers d'art.
En 2009, la fédération a organisé la plus grande exposition international d'artisanat canadienne.
Actuellement Maegen Black est la directeur de la fédération.